# Pennithera ulicata
Pennithera ulicata is een vlinder uit de familie spanners (Geometridae). De wetenschappelijke naam is voor het eerst geldig gepubliceerd in 1834 door Rambur.
De soort komt voor in Europa.